# Station Hemiksem-Werkplaatsen
Station Hemiksem-Werkplaatsen lag als spoorweghalte in het noorden van de gemeente Hemiksem aan de spoorlijn 52 Puurs-Antwerpen-Centraal en werd in 1984 gesloten.

## Aantal instappende reizigers
De grafiek en tabel geven het gemiddeld aantal instappende reizigers weer op een week-, zater- en zondag.
| Tabel: aantal instappende reizigers station Hemiksem-Werkplaatsen | Tabel: aantal instappende reizigers station Hemiksem-Werkplaatsen | Tabel: aantal instappende reizigers station Hemiksem-Werkplaatsen | Tabel: aantal instappende reizigers station Hemiksem-Werkplaatsen |
|                                                                   | Weekdag                                                           | Zaterdag                                                          | Zondag                                                            |
| ----------------------------------------------------------------- | ----------------------------------------------------------------- | ----------------------------------------------------------------- | ----------------------------------------------------------------- |
| 1977                                                              | 126                                                               | 20                                                                | 0                                                                 |
| 1978                                                              | 147                                                               | 21                                                                | 0                                                                 |
| 1979                                                              | 151                                                               | 26                                                                | 0                                                                 |
| 1980                                                              | 153                                                               | 22                                                                | 0                                                                 |
| 1981                                                              | 149                                                               | 28                                                                | 0                                                                 |
| 1982                                                              | 129                                                               | 14                                                                | 0                                                                 |
| 1983                                                              | 89                                                                | 21                                                                | 0                                                                 |

0,0: Dendermonde ·
5,6: Baasrode-Noord ·
9,0: Sint-Amands ·
12,5: Oppuurs ·
15,3: Puurs ·
18,4: Ruisbroek-Sauvegarde ·
21,2: Boom ·
22,0: Boom-Krekelenberg ·
24,7: Niel ·
26,4: Schelle ·
27,6: Hemiksem ·
29,9: Hemiksem-Werkplaatsen ·
31,9: Hoboken-Kapelstraat ·
32,9: Hoboken-Polder ·
37,5: Antwerpen-Zuid